# Выдра, Марек
Ма́рек Вы́дра (чеш. Marek Vydra; род. 14 марта 1975, Прага) — чешский кёрлингист.
В составе мужской сборной Чехии участник пяти чемпионатов мира (лучший результат — седьмое место в 2014) и девяти чемпионатов Европы (лучший результат — серебряные призёры в 2012).
Играет на позиции первого.

## Достижения
- Чемпионат Европы по кёрлингу: бронза (2012).

## Команды
| Сезон   | Четвёртый   | Третий             | Второй                                  | Первый             | Запасной       | Тренер                         | Турниры                              |
| ------- | ----------- | ------------------ | --------------------------------------- | ------------------ | -------------- | ------------------------------ | ------------------------------------ |
| 2003—04 | Иржи Снитил | Индржих Китцбергер | Мартин Снитил                           | Марек Выдра        | David Havlena  |                                | ЧЕ 2003 (15 место)                   |
| 2005—06 | Иржи Снитил | Мартин Снитил      | Индржих Китцбергер                      | Марек Выдра        |                |                                |                                      |
| 2006—07 | Иржи Снитил | Мартин Снитил      | Индржих Китцбергер                      | Марек Выдра        | Marek David    |                                | ЧЕ 2006 (11 место)                   |
| 2007—08 | Иржи Снитил | Мартин Снитил      | Индржих Китцбергер                      | Марек Выдра        | Милош Гоферка  | Суне Фредериксен               | ЧЕ 2007 (8 место) ЧМ 2008 (12 место) |
| 2008—09 | Иржи Снитил | Индржих Китцбергер | Мартин Снитил                           | Марек Выдра        | Карел Угер     | Суне Фредериксен               | ЧЕ 2008 (7 место)                    |
| 2009—10 | Иржи Снитил | Мартин Снитил      | Индржих Китцбергер                      | Марек Выдра        | Карел Угер     | Эллери Робишо                  | ЧЕ 2009 (8 место)                    |
| 2010—11 | Иржи Снитил | Мартин Снитил      | Карел Угер (ЧЕ) Индржих Китцбергер (ЧМ) | Марек Выдра        | Якуб Бареш     | Эллери Робишо                  | ЧЕ 2010 (7 место) ЧМ 2011 (8 место)  |
| 2011—12 | Иржи Снитил | Мартин Снитил      | Индржих Китцбергер                      | Марек Выдра        | Самуэль Мокриш | Эллери Робишо                  | ЧЕ 2011 (4 место) ЧМ 2012 (12 место) |
| 2012—13 | Иржи Снитил | Мартин Снитил      | Якуб Бареш                              | Индржих Китцбергер | Марек Выдра    | Эллери Робишо, Даниэль Рафаэль | ЧЕ 2012                              |
| 2012—13 | Иржи Снитил | Мартин Снитил      | Индржих Китцбергер                      | Марек Выдра        | Якуб Бареш     | Даниэль Рафаэль                | ЧМ 2013 (8 место)                    |
| 2013—14 | Иржи Снитил | Мартин Снитил      | Индржих Китцбергер                      | Марек Выдра        | Якуб Бареш     | Суне Фредериксен               | ЧЕ 2013 (7 место)                    |
| 2013—14 | Иржи Снитил | Мартин Снитил      | Индржих Китцбергер                      | Якуб Бареш         | Марек Выдра    | Даниэль Рафаэль                | ЧМ 2014 (7 место)                    |

(скипы выделены полужирным шрифтом)